# هان کروم
هان کروم (به بلغاری: Han Krum) روستایی در بلغارستان است که در استان شومن واقع شده‌است. هان کروم ۵٫۷۶۳ کیلومتر مربع مساحت و ۴۰۸ نفر جمعیت دارد و ۹۸ متر بالاتر از سطح دریا واقع شده‌است.